# Serny
Serny is een dorp in de Franse gemeente Enquin-lez-Guinegatte in het departement Pas-de-Calais. Serny ligt in het oosten van de gemeente, ruim een kilometer ten noordoosten van het dorpscentrum van Enquin-les-Mines. Het dorp ligt aan de Laquette.

## Geschiedenis
Een oude vermelding van de plaats dateert uit het eind van de 12de eeuw als Serni. De kerk was een hulpkerk van Enquin.
Op het eind van het ancien régime werd Serny een gemeente. In 1822 werd de gemeente (185 inwoners in 1821) al opgeheven en samen met Fléchinelle aangehecht bij de gemeente Enquin.
Deze gemeente was onderdeel van het kanton Fauquembergues totdat dit op 22 maart 2015 werd opgeheven en de gemeente werden opgenomen in het kanton Fruges. Op 1 januari 2017 fuseerde de gemeente met Enguinegatte tot de commune nouvelle Enquin-lez-Guinegatte.

## Bezienswaardigheden

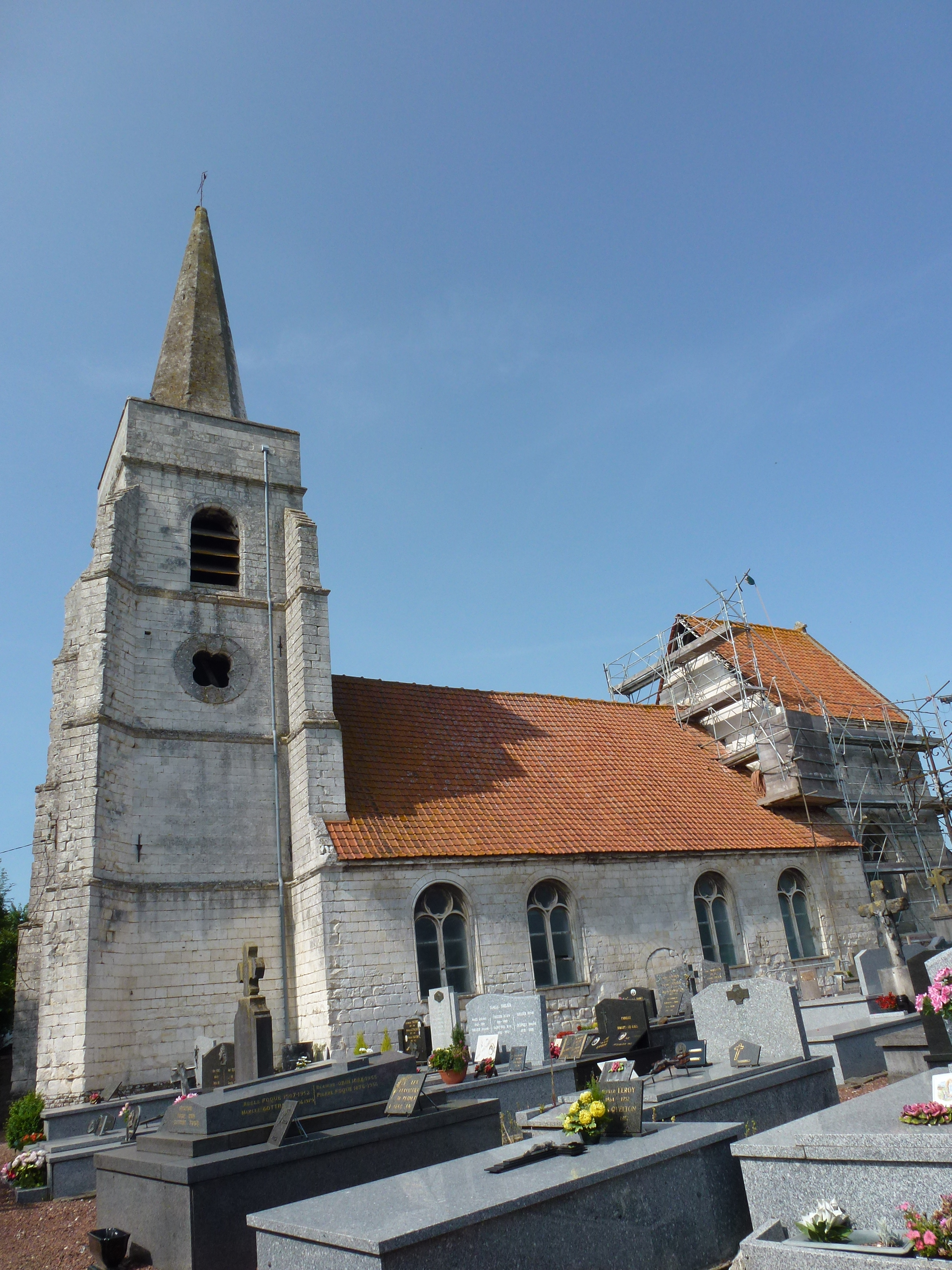
Église Saint-Germain

- De Église Saint-Germain

Enguinegatte‎ · Enquin-les-Mines · Fléchinelle · Serny